# Casarão à rua Major Diogo, 91

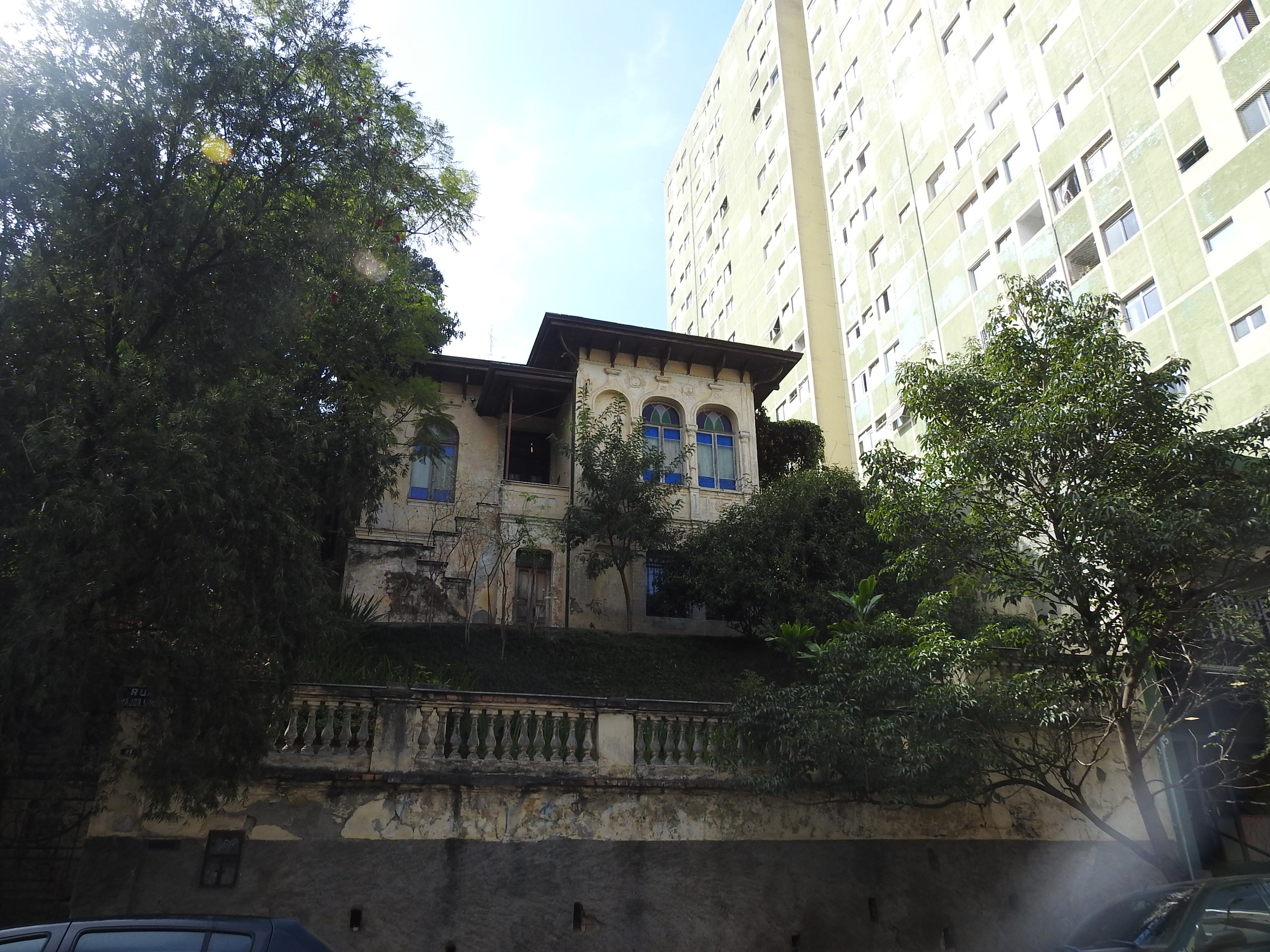
Casarão à rua Major Diogo, 91 - Fachada

O Casarão à rua Major Diogo, 91 é um exemplar do início do século XX, localizado no bairro do Bexiga, no município de São Paulo, estado de São Paulo. Pertenceu a uma família de advogados, os Almeida Nogueira. É tombado pelo Conselho Municipal de Preservação do Patrimônio Histórico, Artístico, Cultural e Ambiental de São Paulo (Conpresp).

## História
O Casarão à rua Major Diogo, 91 foi construído a pedido de José Luiz de Almeida Nogueira no início do século XX.
A família Almeida Nogueira era toda de advogados, mas José Luiz de Almeida Nogueira descendia de uma abastada família de fazendeiros da região de Bananal, inclusive com títulos nobiliárquicos. Era filho único de Placídia Maria de Almeida Nogueira e Pedro Ramos Nogueira, Baronesa e Barão de Joatinga. Seu avô, Luciano José de Almeida, foi o proprietário das Fazendas Boa Vista, Cachoeira, Campo Alegre e Campos da Bocaina. Sua tia Domiciana era casada com o comendador Manoel de Aguiar Vallim, que entre as muitas fazendas que possuía, uma delas era a famosa Fazenda Resgate. Seu tio Laurindo recebeu o título de Visconde de S. Laurindo.
A última descendente da família a morar no casarão foi uma bisneta de José Luiz. Após ela mudar para uma clínica, a residência permaneceu vazia. Mas ali restaram alguns objetos da família, como um guia de São Paulo de 1954 e uma coleção de discos de 78 rotações, de um curso de inglês, intitulado "Linguaphone".
Em 2005, a família Almeida Nogueira cedeu por dez anos para uso da Companhia de Restauro e do Museu a Céu Aberto, em troca do restauro e conservação do casarão.

## Arquitetura

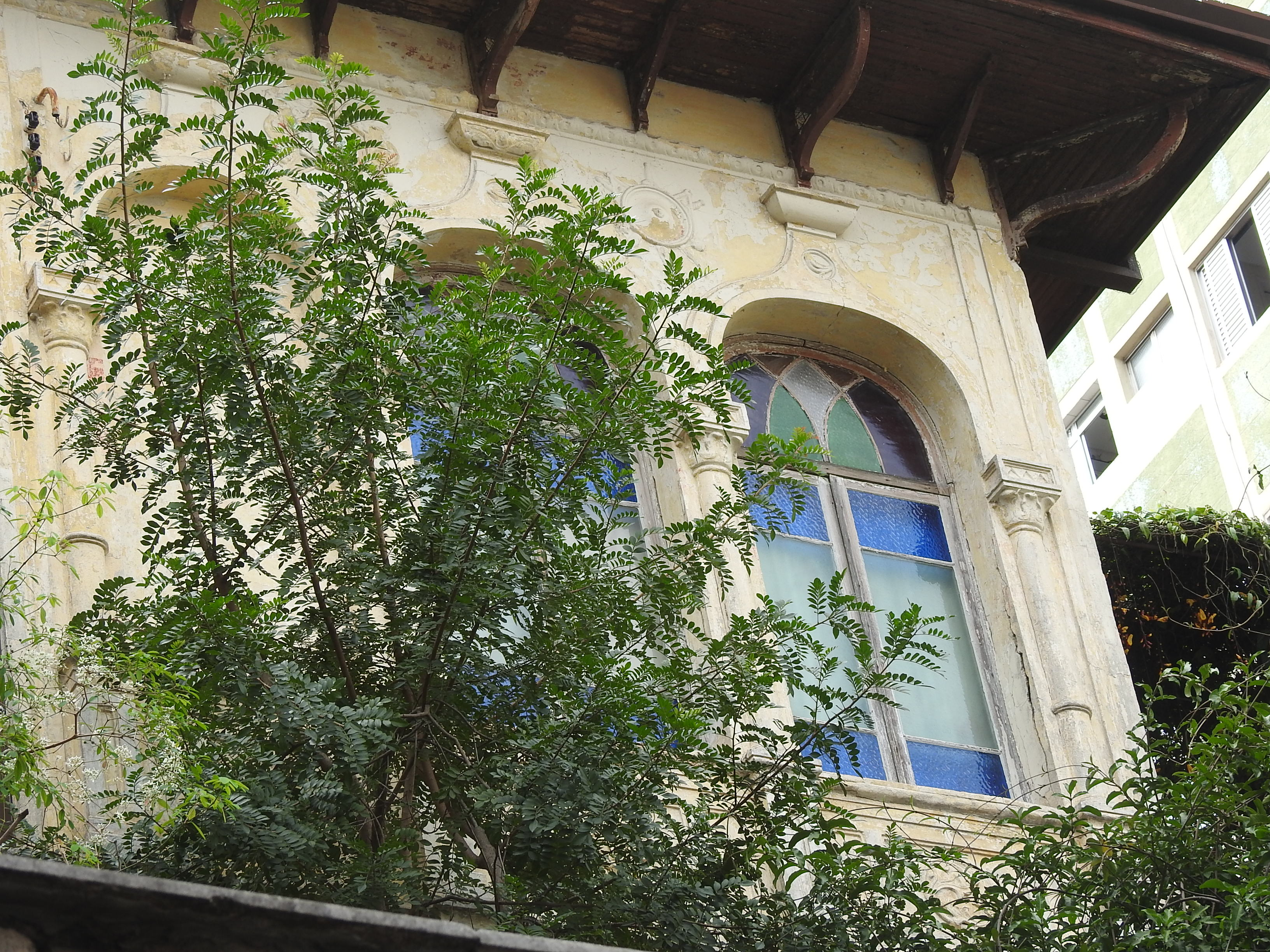
Casarão à rua Major Diogo, 91 - Janelas

O Casarão, de concepção italiana, possui cerca de 700 metros quadrados, com treze janelas com varandas de ferro e decoradas com vidro fantasia, além de uma varanda no segundo pavimento, com vista para o jardim. Na entrada principal da residência, sobreviveu uma placa de metal de 1911, lembrando que a família dos Almeida Nogueira eram católicos,  com  os  dizeres "Meu Deus, chovam as suas bênçãos sobre esta casa e sob seu teto, reinem a harmonia, a concordância e o amor. Amém!".
No primeiro pavimento localizava a biblioteca do escritório de advocacia, com exemplares dos livros escritos por José Luiz de Almeida Nogueira em 1907, denominada "Tradições e Reminiscências", sobre a fundação da Faculdade São Francisco.
O casarão conserva elementos de uma residência da época, com quartos equipados com pias, um sistema de campainhas instalado em cada cômodo da residência e que conectava com a central localizada na cozinha, para que os empregados soubessem em qual local estavam sendo chamados.
Seu piso é composto de pisos de madeira e de ladrilho, com forros esculpidos em madeira e esquadrias de pinho de riga.
Possui uma masmorra, que mesmo descendentes da família não sabem direito com que finalidade era utilizada. Localizada no porão da casa, é um cômodo escuro repleto de pilares e portinhas.

## Espetáculos / Exposições
O Casarão recebeu peças de teatro durante o período em que a família concedeu o uso para a Escola de Restauro. Ali foi encenada a peça "A Casa", inspirada em Guimarães Rosa.
Sediando a Plataforma 91, espaço artístico de Houssein Jarouche, o casarão tornou-se centro de exposições e manifestações artísticas. Sua exposição inaugural foi do fotógrafo Billy Name, que registrou em fotos o dia-a-dia da Factory, de Andy Warhol, quando ele era gerente de lá. Também abrigou a exposição do artista britânico Russell Young, com serigrafias des astros norte-americanos.